# フィリップ1世 (ヘッセン方伯)
フィリップ1世（Philipp I., der Großmütige（寛大公）, 1504年11月13日 - 1567年3月31日）は、ヘッセン方伯（在位：1509年 - 1567年）。宗教改革でプロテスタント側を支援し、ザクセン選帝侯ヨハン・フリードリヒと共にシュマルカルデン同盟を結成して神聖ローマ皇帝カール5世に反抗した。

## 生涯
1504年、ヘッセン方伯ヴィルヘルム2世と妃アンナ・フォン・メクレンブルク＝シュヴェリーンの息子としてマールブルクに生まれる。フィリップがまだ幼時の1509年に父が梅毒で急死すると、その後見役を巡って母とヘッセンの騎士達との間で紛争が起こった。13歳の時、神聖ローマ皇帝マクシミリアン1世により正式な相続を認められるが、実権は母が握っていた。
1524年、折りしも始まっていた宗教改革ではプロテスタントの教義を支持し、宗教改革の後援者・推進役となる。1526年にホンベルク勅令を発して領内をプロテスタントで統一する。同年同じくプロテスタントのザクセン選帝侯ヨハンらと共にゴータ・トルガウ同盟を結成。1527年にドイツでは最初のプロテスタント大学となるマールブルク大学を設立。1529年、マルティン・ルターやフルドリッヒ・ツヴィングリらプロテスタントの指導者をマールブルク宗教会議に召集してその統一を図ったが、聖餐を巡る解釈で両者の対立が起きた為、意見統一はならなかった。
フィリップにとってこの会議は宗教的な意味合いよりもむしろ、プロテスタントを糾合して、カトリックの守護者である神聖ローマ皇帝カール5世に対抗する意味をもっていた。フィリップはシュパイアーで行われた帝国議会でも、少数派のプロテスタント諸侯の代表格だった。1531年、プロテスタント諸侯やザクセン選帝侯ヨハン・フリードリヒ（ヨハンの子）と共にシュマルカルデン同盟を結成。1534年にはラウフェンの戦いに勝利して、ハプスブルク家の統治下におかれていたヴュルテンベルクを、追われていたヴュルテンベルク公ウルリヒの手に取り戻した。
カール5世との暗闘は激化し、1546年にはシュマルカルデン戦争に至るが、1547年にミュールベルクの戦いで皇帝軍に敗れて捕虜となり、オランダで5年間の幽囚生活を送った。1552年に解放されたが、屈辱を忘れないためにオランダからの帰路にあたる領内のエッシェンブルクに植樹した。この木は数年前まで残っていたが、倒れたために新しい木に植え替えられた。

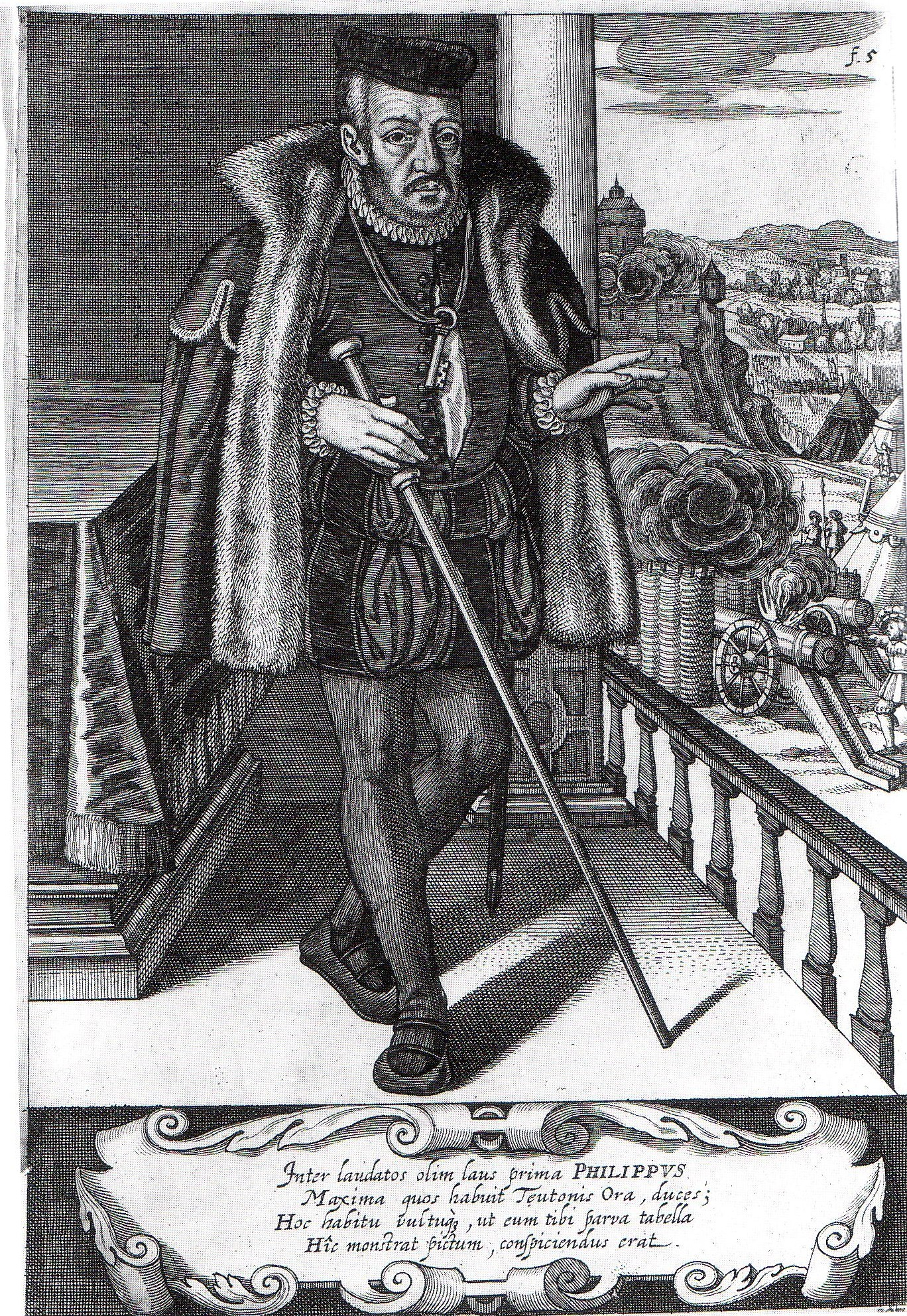
晩年のフィリップ（マテウス・メリアンによる銅版画）

晩年は内政に専念する一方、プロテスタントの統一に尽力した。シュマルカルデン戦争で抱えた負債を解決する為行政改革に取り組み、酒税などを導入した。こうした改革により、ヘッセンは中世的な荘園支配体制を脱して近世的行財政に移ったと評価されている。フィリップはまた支払い能力に応じた財産税も導入している。彼の肝煎りで実現した堅信礼やヘッセンの福祉協会、騎士団は今も存続している。フィリップが設立した大学は1934年に設立者の名前に因んでフィリップス大学と改称された。「寛大公」というあだ名は後世の歴史家によるものであるが、フィリップが政治や戦争の場面で示した個人的寛大によるものである。
1567年にカッセルで死去。ヘッセン方伯家の古い相続慣習に従い、その所領は4人の息子の間で分割相続された。すなわち、長男ヴィルヘルム4世がヘッセン＝カッセルを、次男ルートヴィヒ4世がヘッセン＝マールブルクを、3男フィリップ2世がヘッセン＝ラインフェルスを、4男ゲオルク1世がヘッセン＝ダルムシュタットを継承した。分割され細切れになったヘッセンは、以後神聖ローマ帝国内での政治的重みを失ってしまった。

## 家族
1523年12月11日にザクセン公ゲオルクの娘クリスティーナ（1505年12月25日 - 1549年4月15日）とドレスデンで結婚した。この結婚では以下の子供が生まれている。
- アグネス（1527年 - 1555年） - 1541年にザクセン選帝侯モーリッツと結婚。1555年にザクセン公ヨハン・フリードリヒ2世と再婚。
- アンナ（1529年 - 1591年） - プファルツ＝ツヴァイブリュッケン公ヴォルフガングに嫁ぐ。
- ヴィルヘルム4世（1532年 - 1592年） - ヘッセン＝カッセル方伯
- フィリップ・ルートヴィヒ（1534年 - 1535年）
- バルバラ（1536年 - 1597年） - 1555年、ヴュルテンベルク＝メンペルガルト伯ゲオルク1世に嫁ぐ。1568年にヴァルデック伯ダニエルと再婚。
- ルートヴィヒ4世（1537年 - 1604年） - ヘッセン＝マールブルク方伯
- エリーザベト（1539年 - 1582年） - プファルツ選帝侯ルートヴィヒ6世に嫁ぐ。
- フィリップ2世（1541年 - 1583年） - ヘッセン＝ラインフェルス方伯
- クリスティーネ（1543年 - 1604年） - シュレースヴィヒ＝ホルシュタイン＝ゴットルプ公アドルフに嫁ぐ。
- ゲオルク1世（1547年 - 1596年） - ヘッセン＝ダルムシュタット方伯

まだ妃クリスティーナが存命中の1540年3月4日、フィリップはローテンブルク・アン・デア・フルダで、プロテスタント神学者フィリップ・メランヒトンの臨席の下、ザクセンの宮廷女官だったマルガレーテ・フォン・デア・ザーレ（1522年 - 1566年）と結婚した。ルターら改革派はこれを容認したが、諸侯から重婚罪であると攻撃され、フィリップはその批判をかわす為に一時カール5世への譲歩を余儀なくされ、プロテスタント勢力を弱める結果となった。この結婚から生まれた子女は「ディーツ伯」を名乗っている。
- フィリップ（1541年 - 1569年）
- ヘルマン（1542年 - 1568年）
- クリストフ・エルンスト（1543年 - 1603年）
- マルガレーテ（1544年 - 1608年）
- アルプレヒト（1546年 - 1569年）
- フィリップ・コンラート（1547年 - 1569年）
- モーリッツ（1553年 - 1575年）
- エルンスト（1554年 - 1570年）
- アンナ（1557年 - 1558年）

## 文献
- 石引正志「領邦君主と宗教改革 : ヘッセン地方伯フィリップの場合(1)」青山學院女子短期大學紀要Vol.31(19771100) ISSN 0385-6801